# Volksdeutsche
Volksdeutsche (phát âm tiếng Đức: [ˈfɔlksˌdɔʏtʃə], nghĩa chữ là Người Đức dân tộc) là thuật ngữ thời Đức Quốc xã để chỉ những người thuộc chủng tộc German bất kể quốc tịch nào. Trong tiếng Đức thuật ngữ này là số nhiều của volksdeutsch, với Volksdeutsche biểu thị một phụ nữ (giống cái), Volksdeutsche(r) biểu thị một đàn ông (giống đực). Những thuật ngữ này được Đức Quốc xã sử dụng để định nghĩa người Đức trên cơ sở "chủng tộc" của họ chứ không phải theo quyền công dân và do đó bao gồm cả những người Đức sống vượt ra khỏi biên giới của Reich, miễn là họ không phải là người gốc Do Thái.
Khái niệm đó khác với người Đức Đế chế (Reichsdeutsche, tiếng Anh là Imperial Germans), công dân Đức sống ở Đế chế Đức. Thuật ngữ Volksdeutsche cũng tương phản từ năm 1936 với thuật ngữ Auslandsdeutsche (người Đức ở nước ngoài), thường biểu thị công dân Đức cư trú ở các quốc gia khác . Sự khác biệt giữa "Đế quốc Đức" và "Dân tộc Đức" (Volksdeutsche) là những người Đức được chỉ định không có giấy tờ chứng minh quyền công dân hợp pháp của họ để làm việc hoặc bỏ phiếu ở Đức, mặc dù một số người đến từ Đức hoặc từ các vùng lãnh thổ của Đức đã bị mất trong hoặc sau Thế chiến thứ nhất.
Volksdeutsche cũng được chia thành các nhóm "chủng tộc" thiểu số trong một nhóm thiểu số bang dựa trên các tiêu chí văn hóa, xã hội và lịch sử đặc biệt được Đức Quốc xã xây dựng ra.